# Metal Muntz

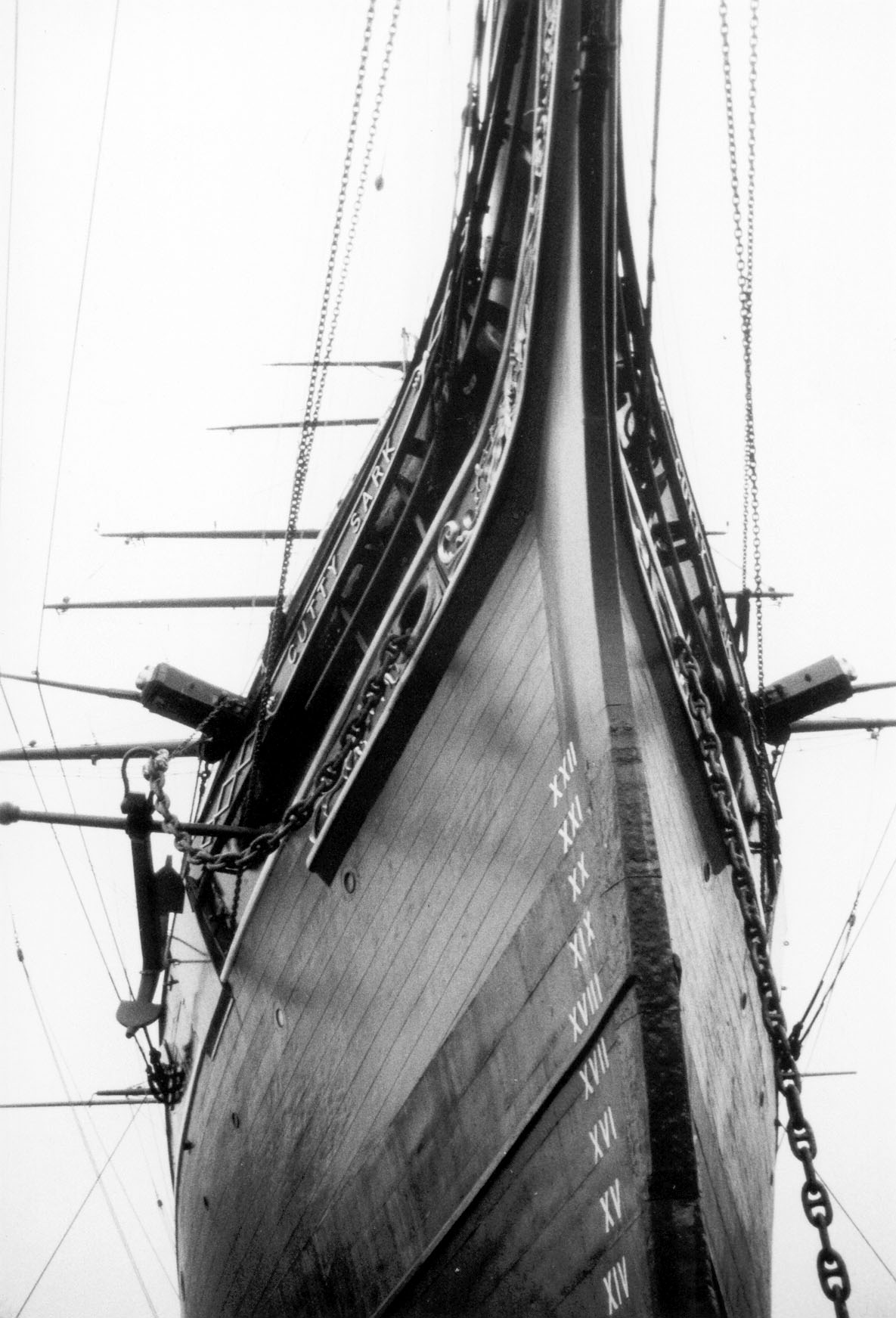
Proa del clíper Cutty Sark mostrando las planchas de metal Muntz del forro exterior.

El metal Muntz es una aleación de cobre y zinc con trazas de hierro (aproximadamente, 60% Cu, 40% Zn). Es, por tanto, una variedad de latón. El cobre se encuentra en fase alfa y beta.

## Historia
Fue patentado en 1832 y comercializado por George Fredrick Muntz, un calderero industrial de Birmingham, Inglaterra. William Collins había patentado una aleación similar en 1800.
El metal Muntz estaba pensado para sustituir el forrado con planchas de cobre de la obra viva de los buques. Costaba dos terceras partes del precio del cobre puro y tenía las mismas propiedades anti-fouling (antiincrustación biológica). Lógicamente fue un éxito comercial y el inventor ganó una fortuna.
Más tarde fue aplicado para forrar los pilotos de madera que formaban los pilotajes de los muelles en mares tropicales para protegerlos contra el ataque de los teredos. Y también en tubos de locomotoras de vapor.
Se trata de un latón que hay que trabajar y conformar en caliente. También se usa en piezas de maquinaria que han de resistir la corrosión.
Otra aplicación del metal Muntz fue la fabricación de pernos (también bajo patente del señor Muntz), más económicos, suficientemente resistentes y de mayor duración que los de hierro de la época (Wrought iron en inglés).
El casco del famoso clíper Cutty Sark fue forrado con planchas de metal Muntz.
El metal Muntz se conoció también como yellow metal (metal amarillo).